# Saod Al-Kaebari
Saod Al-Kaebari (in arabo سعود الخيبري‎?; 12 agosto 1980) è un ex calciatore saudita, di ruolo difensore.

## Carriera

### Club
Ha giocato per tutta la carriera nel campionato saudita.

### Nazionale
Con la maglia della Nazionale ha preso parte alla Coppa d'Asia nel 2004.